# Hospital universitario Madre Teresa
El Hospital universitario Madre Teresa (en albanés: Qendra Spitalore Universitare Nene Tereza) es el hospital central en la ciudad de Tirana, la capital del país europeo de Albania. Lleva ese nombre en honor de la Madre Teresa.
Un programa de consulta electrónica se estableció en la Clínica Oftalmológica del hospital en febrero de 2002, apadrinado por la Clínica Oftapro en Bucarest y la organización Salud para la Humanidad de Chicago ( Health for Humanity of Chicago) en los Estados Unidos.